# 宾地瘤黑粉菌
宾地瘤黑粉菌（学名：Melanopsichium pennsylvanicum）是属于黑粉菌目黑粉菌科瘤黑粉菌属的一种真菌，寄生在蓼属植物上。该种分布于中国、日本、越南、印度、阿塞拜疆、俄罗斯、波兰、瑞士、澳大利亚、美国等地。